# Slag bij Mine Run
De Slag bij Mine Run vond plaats tussen 27 november en 2 december 1863 in Orange County, Virginia tijdens de Amerikaanse Burgeroorlog. Voor de beide legers naar de winterkwartieren trokken, probeerde het Noordelijke Army of the Potomac onder leiding van generaal-majoor George G. Meade het Zuidelijke Army of Northern Virginia te verslaan. De ongecoördineerde aanval liep op niets uit. Dit was de laatste slag in het oosten van het conflict van 1863. Deze slag is ook bekend als de Slag bij Payne's Farm of De slag bij New Hope Church. Soms worden deze dagen ook de Mine Runveldtocht genoemd.

## Achtergrond

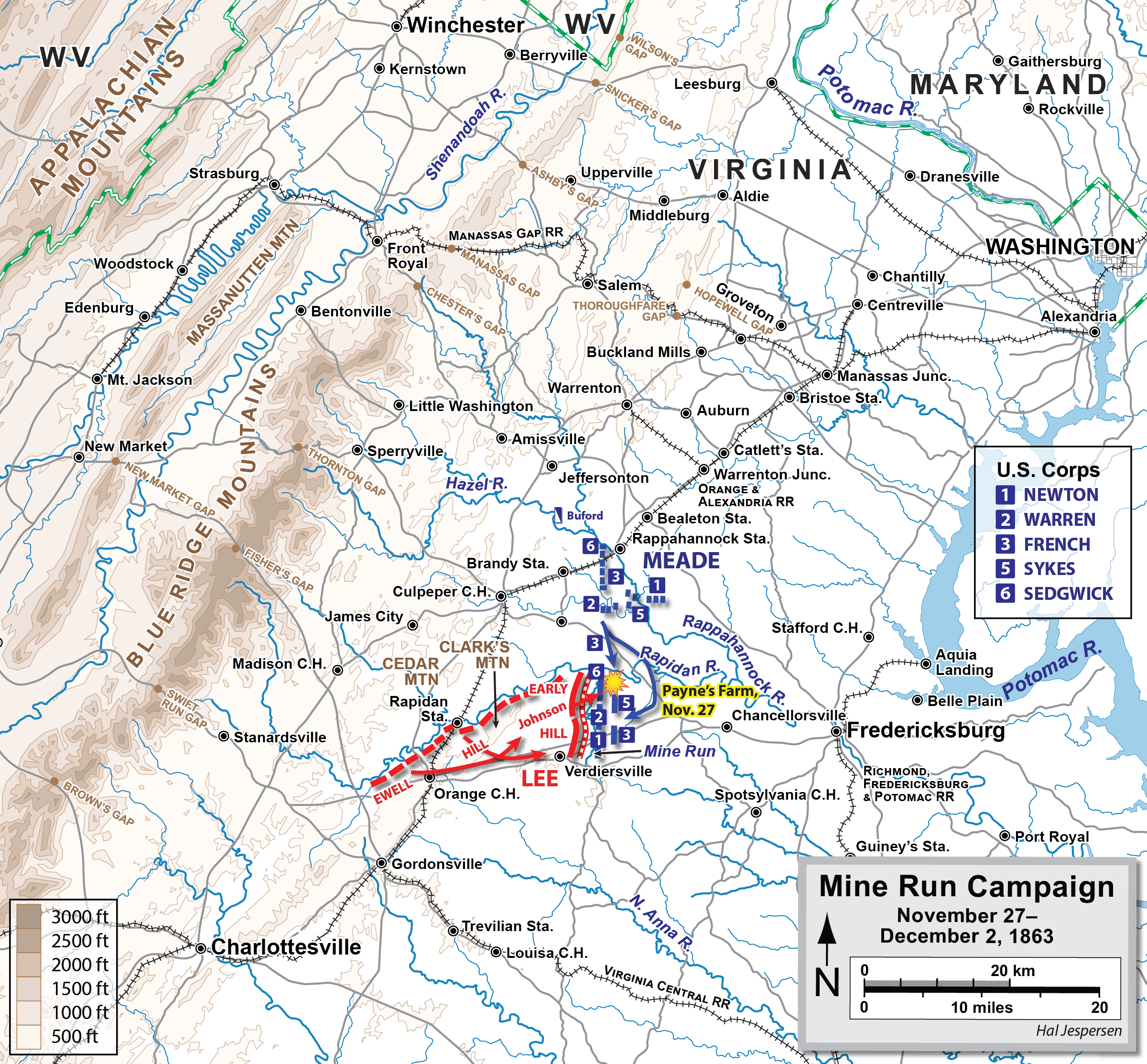
Slag bij Mine Run

Na de Slag bij Gettysburg in juli 1863 had generaal Robert E. Lee zijn leger over de rivier de Potomac teruggetrokken. De Noordelijke bevelhebber, generaal-majoor George G. Meade had veel kritiek gekregen omdat hij het vijandelijke leger niet had achtervolgd en verslagen. Om deze kritiek te weerstaan plande Meade nieuwe offensieven in de herfst. Zijn eerste poging was een reeks van onbesliste veldslagen die in oktober en november plaatsvonden. Dit was de zogenaamde Bristoeveldtocht.
In de laatste dagen van november ondernam Meade een tweede poging door de rechterflank van het vijandelijke leger ten zuiden van de rivier de Rapidan te viseren. Meade had inlichtingen ontvangen omtrent het opsplitsen van Lees leger. Tussen beide delen lag Clark’s Mountain. Zodoende lagen beide delen meer dan 50 km uit elkaar. Het ene deel lag bij Mine Run en het ander bij Liberty Mills. Meades plan was om het cavaleriescherm van generaal-majoor J.E.B. Stuart te omzeilen, de Rapidan over te steken en de vijandelijke rechterflank te vernietigen die onder leiding stond van luitenant-generaal Richard S. Ewell. Daarna kon hij afrekenen met de rest van het vijandelijke leger.
In tegenstelling tot generaal-majoor Joseph Hookers aanvalsplan in de Slag bij Chancellorsville zou Meade geen afleidingsmanoeuvres uitvoeren. Hij zou de volle kracht van zijn volledig leger gebruiken om het plan te doen slagen. Het leger marcheerde af op 25 november. De mist en slechte zichtbaarheid rond Clark’s Mountain speelde in Meades voordeel. Het III Corps onder leiding van generaal-majoor William H. French zorgde voor vertraging in opstoppingen toen het problemen ondervond met het oversteken van de rivier bij Jacob’s Ford.

## De slag
Deze vertraging gaf Lee de nodige tijd om te reageren. Hij stuurde generaal-majoor Jubal A. Early, die tijdelijke bevelhebber was van Ewells tweede korps, in oostelijke richting om via Orange Turnpike de opmars van French te stoppen bij Payne’s Farm. Brigadegeneraal Joseph B. Carrs divisie van Frenchs korps viel tweemaal aan. De divisie van generaal-majoor Edward "Allegheny" Johnson voerde een tegenaanval uit maar werd door het geweervuur en de terreinomstandigheden uit elkaar geslagen.
Na het invallen van de duisternis trok Lee zijn troepen terug achter de klaargemaakte stellingen langs Mine Run. De volgende dag ging het Noordelijke leger tot de aanval over. Meade plande een artilleriebombardement waarna het II Corps van generaal-majoor Gouverneur K. Warren in het zuiden tot de aanval zou overgaan. Deze aanval zou een uur later gevolgd worden door die van het VI Corps van generaal-majoor John Sedgwick in het noorden. Lee had echter via de verkenningen van generaal-majoor Wade Hamptons cavalerie een zwak punt in de vijandelijke linkerflank gevonden. Het bombardement van Meade begon op tijd. De eerste aanvalsgolf zou nooit materialiseren. Meade was tot de overtuiging gekomen dat de vijandelijke linie te sterk was om aan te vallen. Daarom trok hij tijdens de nacht van 1 op 2 december zijn leger terug. Lee was chagrijnig toen hij ontdekte dat de vogel gaan vliegen was.

## Gevolgen
Het Noordelijke leger betrok zijn winterkwartieren bij Brandy Station, Virginia. Mine Run was de laatste kans van Meade om het strategische initiatief te behouden voor de aankomst van Ulysses S. Grant als opperbevelhebber in de komende lente. Lees kans om de overwinning bij Chancellorsville ter herhalen was in het water gevallen.